# Adhafera
Adhafera ok bekend als zeta Leonis is een Type F superreus in het sterrenbeeld Leeuw (Leo).
De ster staat ook bekend als Aldhafera en Aldhafara en maakt deel uit van de Siriusgroep